# Ragnhild Jølsen

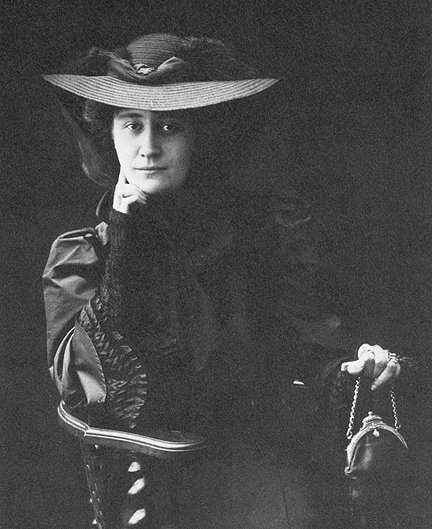
Ragnhild Jølsen 1905

Ragnhild Theodora Jølsen (geboren am 28. März 1875 in Enebakk; gestorben am 28. Januar 1908 ebenda) war eine norwegische Schriftstellerin. Ein Hauptthema ihrer Bücher waren norwegische Erzähltraditionen und der Konflikt zwischen der alten ländlichen sowie der modernen industriellen Gesellschaft.

## Leben
Ragnhild Jølsen war die jüngste von neun Kindern; vier ihrer Geschwister starben früh. Ihr Vater Holm Jølsen (1833–1906) war zwischen 1866 und 1886 Norwegens drittgrößter Streichholzfabrikant mit einer Fabrik in Ekebergdalen. Jølsen wuchs auf dem elterlichen Hof (Ekeberg gård) in Enebakk, Akershus, auf. Der große Hof war seit 1634 in Familienbesitz und wurde 1903 erst verkauft. Sie zog 1889, nach einem schweren finanziellen Schlag für ihre Familie, in die Hauptstadt Kristiania und schloss 1891 die Schule ab. 1896 kehrte sie nach Enebakk zurück und besuchte die lokale Mädchenschule (Nissens pikeskole). Danach arbeitete sie in den Jahren 1897 und 1898 als Gouvernante bei Verwandten.
Nebenbei schrieb sie bereits Geschichten, ab 1902 für das Frauenmagazin Kvinnebladet Urd. Der Tod ihrer Mutter im Folgejahr und ihres Vaters 1906 zwang sie zur Veröffentlichung ihrer Werke. Sie zählte zur Bohème Norwegens, studierte die Werke anderer skandinavischen Schriftsteller und arbeitete Inspirationen in ihre eigenen ein. Sie hatte eine langjährige, außereheliche Beziehung zu dem Maler Carl Dørnberger. Im November 1906 erhielt sie ein Reisestipendium und reiste nach Rom, woher sie mit neuen Ideen im Juli 1907 zurückkehrte. Sie starb unverheiratet im Januar 1908, angeblich an einer Überdosis eines Sedativums.

## Werke
Jølsen war als Autorin umstritten, da sie in ihren Werken die Transformation der landwirtschaftlich geprägten Gesellschaft in eine industrielle beschrieb. Ihr Stil war durch knappe, kurze Sätze geprägt und lässt ihre Bücher traumhaft oder mystisch auf vergangene Zeitperioden Bezug nehmen, um dann wieder hart in die Gegenwart zu schwenken. Ihre Bücher schockierten ferner durch die freizügige Darstellung der weiblichen Sexualität, sodass Rezensenten sogar einen Mann als Autor vermuteten. Nach ihrem Tod wurde sie aufgrund ihrer Anthologie Werksgeschichten als Vertreterin der zeitgenössischen Heimats-Literatur eingeordnet, die die häusliche Selbstversorgung propagierte.
- Ve's mor (1903, Weh's Mutter)
- Rikka Gan (1904, Rikka Gan)
- Fernanda Mona (1905, Fernando Mona)
- Hollases Krønike (1906, Hollasens Chronik)
- Brukshistorier (1907, Werksgeschichten)
- Efterlatte arbeider (1908, postum)
- Samlede skrifter (1909, postum)

## Angedenken
- 1938 wurde in Enebakk ein Gedenkstein mit ihrem Porträt in Bronze errichtet.
- 1964 wurde sie in dem biografischen Roman Jens Bjørneboes, Drømmen og hjulet („Der Traum und das Rad“) beschrieben.
- 2008 organisierte die Gemeinde eine 100-Jahr-Feier in ihrem Andenken.
- 1988 und 2008 publizierte Aschehoug eine Neuausgabe ihrer Werke.
- 2008 schrieb Håkon Tysdal ihre Biografie Fra Ign til Fontana di Trevi - en reise gjennom Ragnhild Jølsens siste leveår (Von Ign bis Trevi-Brunnen - eine Reise durch die letzten Jahre des Lebens von Ragnhild Jølsen.)
- Die norwegische Band Moys brachte im November 2009 das Album Måneskinn og tåke („Mondlicht und Nebel“) heraus, welches auf Jølsen Bezug nimmt.